# Манастир Студеница
Манастир Студеница је мушки манастир Српске православне цркве. Основао га је 1186. године српски велики жупан Стефан Немања (1166-1196). Године 1206. на место игумана долази Свети Сава, потоњи српски архиепископ. Под Савиним старатељством Студеница постаје културно, уметничко, болничко и духовно средиште српске државе. У манастиру Студеници, за потребе његовог братства, Свети Сава око 1208. године пише Студенички типик. У 12. глави Типика регулише однос манастира према српској држави, а у 13. глави прописује начин избора студеничког игумана. Прва глава Типика састоји се од подробно изложеног Житија ктитора манастира Студенице, Преподобног Симеона Мироточивог.
Дугогодишњи старешина манастира био је архимандрит Тихон (Ракићевић), са братством на челу од 2004 године-. Архимандрит студенички Тихон изабран је за епископа моравичког 2024. године. Хиротонисао га је патријарх српски Порфирије у Храму Светог Саве на Врачару 08. септембра 2024. године. Тренутни игуман манастира је Архиепископ и Митрополит жички др Јустин.
Налази се на 57 километара јужно од Краљева, и на 44 километра северно од града Рашке. Припада Епархији жичкој Српске православне цркве.
Манастирски комплекс састоји се од конака и четири цркве — Богородичне, Краљеве (цркве Светих Јоакима и Ане), цркве Светог Николе, и још једне, очуване у темељима. Богородичина црква у Студеници позната је као зачетница и најрепрезентативнији носилац рашког стила у архитектури, који је настао као мешавина романичких и византијских, тј. западних и источних средњовековних архитектонских утицаја. Цркву и дан−данас краси најбогатија романичка фасадна пластика у српској култури. Поред тога, манастир је познат и по својој збирци фресака из 13. и 14. века, од којих је далеко најпознатија фреска Распеће Христово из 1207. године, једно од највећих достигнућа уметности средњег века.
Замишљена као својеврсни маузолеј родоначелника владарске лозе Немањића, Богородичина црква данас чува мошти великог жупана Стефана Немање, велике жупанице Ане (Анастасије) Немањић, првог српског краља, Стефана Првовенчаног и краља Стефана Радослава. Као један од најстаријих и највећих српских средњовековних манастира, Студеница представља непокретно културно добро Републике Србије и споменик културе од изузетног значаја. УНЕСКО је 1986. године уврстио Студеницу у листу Светске баштине човечанства. Често се наводи као први по достојанству, најугледнији српски манастир.

## Историја

### Време Немањића
Манастир Студеницу је градио велики жупан Стефан Немања, родоначелник династије Немањића. Радови су трајали од 1183. до 1196. године. Сматра се да је главна манастирска црква, посвећена Успењу Пресвете Богородице, изграђена 1186. године. Градили су је најбољи мајстори романике са јадранске обале. Комплекс је настао на северним падинама Голије, у пределу „који беше ловиште зверова”. 
 Када су радови заокружени у пролеће 1196. године, Стефан Немања је сазвао државни сабор, на коме је препустио престо свом сину Стефану Првовенчаном и повукао се у своју задужбину. Велики жупан је 1198. године отишао у своју другу задужбину, манастир Хиландар, где је примио монашки постриг и узео име Симеон. Ту је и умро 1199. године. За то време о Студеници се бринуо краљ Стефан.
Немањин трећи син, Сава Немањић, пренео је 1207. године мошти свога оца из Хиландара у Студеницу, где су положене у већ припремљену гробницу. Свети Сава је над очевим моштима измирио своју завађену браћу, Стефана и Вукана Немањића. Под његовим старатељством, Студеница је постала политички, културни, медицински и духовни центар средњовековне Србије. Он је управо ту написао Студенички типик, у ком је задао устројење монашког живота у манастиру Студеница. У њему пише да је игуман Студенице по старешинству изнад игумана свих других манастира и да владар нема власт над манастиром, већ је ту само како би братство заштитио од напада непријатеља. Овим су ударени темељи аутокефалности будуће Српске православне цркве. У другом делу, Житије Светог Симеона, оставио је изворе о духовном и монашком животу у његовом времену. Заједничким улагањима Стефан и Вукан довели су почетком 13. века најбоље грчке сликаре, који су завршили живопис Богородичине цркве око 1207. године. Круна тих радова била је већ тада монументална фреска Распеће Христово, која се наметнула као једно од највећих достигнућа у средњовековној уметности Европе. Две године касније Богородичина црква била је у потпуности завршена, у целости осликана фрескама које су је чиниле једним од најлепших храмова на свету. Свети Сава је средином друге деценије 13. века отишао из Студенице. Исте године, како бележе летописи, из Симеоновог саркофага почело је да тече лековито миро, уз које се бележе још и исцељења и друга чуда, па Стефан Немања постаје Симеон Мироточиви.
Студеница је уживала пажњу и других чланова династије Немањића. Краљ Радослав је 1245. додао цркви припрату, а краљ Милутин је саградио малу цркву посвећену светим Јоакиму и Ани.

### Време Турака
Од пада последње српске средњовековне државе 1459, Турци су често нападали манастир. Прва значајна рестаурација је извршена 1569, када су фреске Богородичине цркве поново насликане. Почетком 17. века, пожар и земљотрес су оштетили манастир, а историјски документи и значајни делови уметничке баштине су уништени и изгубљени заувек.
У околини се налазе Горња Савина испосница и Доња Савина испосница.
У манастиру се налази плаштаница Антонија Ираклијског из 14. века.
Уз јужни портал Богородичне цркве у Студеници налази се најстарији српски часовник, у питању је сунчаник код кога сенка уместо на бројке пада на слова.

### Модерно доба
Почетком 19. века Студеница је била разорена и опустошена, али тада постепено почиње и њена реконструкција. Најпре је, за време владавине кнеза Милоша, била ограђена, да би кнез затим 1839. године подигао један конак, а краљ Петар и други, 1912 године. Међутим, до праве обнове манастира долази и са обновљеним интересовањем научне јавности првом половином 19. века, чему су првенствено допринели истраживачки радови Феликса Каница, и касније Михаила Валтровића и Драгутина Милутиновића, члановима Српског ученог друштва. Обављена су прва снимања Богородичине цркве и репродукције храмовне мермерне пластике.
Манастир је током четврте деценије 20. века, непосредно пред рат, поново био осиромашен и запуштен. За време архимандрита Виктора (Гиздавића), У близини је 1938. подигнута чесма и засађен орашар од 500 стабала и мешовити воћњак од 1.000, радило се на оправци приступног пута.
Друго раздобље у обнови манастира почело је после Другог светског рата, када држава преузима на себе активније старање о културном наслеђу. У време управе игумана Алексија (Јовановића), 1949. године основана је Служба за заштиту споменика, на чију иницијативу су започета поновна истраживања око манастира. Према Поповићу, она заправо ни нису била права археолошка истраживања, колико конзерваторски радови. Између 1952. и 1956. године реконструсина је средњовековна студеничка Трпезарија, обновљени су конаци и залечена је камена пластика главне цркве. Поводом 800 година манастира, 1986. године су о Студеници објављене две монографије, два зборника радова, а 1988. и каталог изложбе Благо манастира Студеница.
Заслугом послератних игумана Студенице: архимандрита Јулијана (Кнежевића) и Тихона (Ракићевића), манастир је унапређен и обновљен.

## Уметност

### Архитектура
Богородичина црква је једнобродна црква с куполом. На њеном источном крају је тространа апсида, а на западном је краљ Радослав дозидао велику припрату. На северној и јужној страни су предворја. Фасаде су изграђене од блокова белог мермера. Изнутра је црква обложена туфом. Споља гледано, у цркви се складно мешају романички и византијски стил. Мешавина та два стила ће на крају произвести посебан стил архитектуре познат као рашка школа.
Северозападно од Богородичине цркве је црква Светог Јоакима и Ане, позната и као Краљева црква по свом ктитору краљу Милутину. Црква је саграђена 1314, у облику сажетог крста с октогоналном куполом. Изграђена је од камена и туфа, а фасаде су обложене гипсом.
Комплекс манастира обухвата и цркву Никољачу, једнобродну црквицу без куполе, изнутра осликана у 12. или почетком 13. века. Између цркве Никољаче и Краљеве цркве налазе се темељи цркве посвећене Светом Јовану Крститељу. Западно од Богоридичине цркве је трпезарија, саграђена од камена за време архиепископа Саве. На западној страни комплекса је звоник подигнут у 13. веку. Некада је у њему била капела, а сада се могу видети само фрагменти фресака. Остаци фресака, који приказују родословно стабло Немањића, могу се такође наћи на спољашњем делу припрате.
Северно од трпезарије су конаци из 18. века. Данас се у њима налази музеј, у коме су изложене бројне драгоцености из ризнице Студенице, иако је она знатно осиромашена честим ратовима и пљачкама.
Археолошким истраживањима 2012. године откривене су остаци још две цркве из 13. века, а део објављених налаза откривен је раније.
Вишегодишњи процес обнављања старих фресака у Студеници успешно се спроводи током 21. века.

## Археолошка истраживања
Арехолошка истраживања око Студенице могла би се поделити у неколико етапа. Нажалост, ископавања су често вршена без присуства археолога, па чак и шездесетих година, када су у порти крај југоисточног дела бедема откривени остаци средњовековног здања, никаква стручна документација није направљена. Конзерваторско−рестаураторски радови настављени су после земљотреса на Копаонику 1979. године, када су у испитивањима коришћене сонде.
Па чак и с тим у виду, ни на једном другом српском манастиру нису рађена толика систематска истраживања као што су на Студеници. Њима је откривено да је манастир грађен плански, тј. да је Стефан Немања ангажовао тим мајстора да најпре осмисле, па затим изграде манастир. О богатству манастира и животном стандарду вишем од народног, сведочили су остаци пронађених крчага, буклија, врчева, декорисаних здела и пехара, али и стакла из Мурана. Доказано је да су монаси јели раж и пшеницу, и од њих правили хлеб и кашу. Кромпир и парадајз нису имали, али су зато имали баштенску репу, која је чак осликана и на фрескама. Од меса су јели углавном овчетину и јаретину, а од рибе дунавску моруну, рибу из околних поточића, али и рибу из студеничких метоха на Скадарском језеру.
На основу истих истраживања претпоставља се да је у најсрећније време у манастиру живело око 60 монаха, али се то више не може поуздано утврдити, будући да су на старим изграђени нови конаци. Иста мистерија обавијена је и око владарске резиденције, од које је само сачуван њен приземни део.

## Старешине манастира
- Виктор (Гиздавић), (1930—1940).
- Алексије (Јовановић), (1941—1949).
- Роман (Цветковић), (1949—1961).
- Јулијан (Кнежевић), (1961—1976).
- Симеон (Васиљевић), (1976—1986).
- Јован (Младеновић), (1986—1993).
- Јулијан (Кнежевић), (1993—2001).
- Тимотеј (Миливојевић), (2001—2004).
- Тихон (Ракићевић), (2004—2024).
- Архиепископ и Митрополит жички др Јустин (Стефановић), (2024 - тренутни).

## Галерија
- План Манастира Студеница
- Манастир Студеница
- Богородичина црква
- Краљева црква
- Кула (пирг) манастира Студеница
- Монументална фасадна пластика на улазу у манастир
- Фреска распећа
- Богородица Студеничка са Исусом
- Фреска Св. Сава у краљевој цркви
- Детаљ са манастира
- Споменик посвећен првој српској болници
- Централна манифестација Осам векова манастира Студеница, 18. мај 1986.
- Патријарх Герман на централној манифестацији Осам векова манастира Студеница
- Источна капија
- Група крајпуташа
- Улазна капија манастира
- Богородичина црква
- Црква Св. Николе из 13. века
- Фрескосликарство
- Црква Светог Јоакима и Ане, 1314. година
- Црква Светог Јоакима и Ане, 1314. година, фрескосликарство
- Јужни портал Богородичине цркве
- Крстионица у спољној припрати
- Купола кроз зидине
- Манастирске зидине и конак
- Мошти Свете Анастасије српске
- Мошти краља Стефана Првовенчаног
- Наос цркве
- Портал између припрате и наоса
- Трпезарија из 12. века
- Задња страна
- Улазна капија
- Живопис Богородичине цркве